# Pulau Mainan
Pulau Mainan is een bestuurslaag in het regentschap Dharmasraya van de provincie West-Sumatra, Indonesië. Pulau Mainan telt 3308 inwoners (volkstelling 2010).